# Propan-1-ol
Le propan-1-ol est un alcool primaire de formule semi-développée CH3CH2CH2OH. C'est l'un des deux isomères du propanol avec le propan-2-ol. Il est souvent employé comme solvant organique (en pharmacologie par exemple) et se forme naturellement, en très petite quantité, lors de nombreux processus de fermentation.
Cet alcool est utilisé dans les arômes alimentaires, principalement dans les boissons alcoolisées.

## Préparation
Le n-propanol est un constituant majeur de l'alcool de fusel, un sous-produit formé à partir de certains acides aminés de pommes de terre ou de céréales mis à fermenter pour produire de l'éthanol. Ce n'est cependant plus une source principale de propanol.
Le n-propanol est produit par hydrogénation catalytique de propanal qui est lui-même produit via un oxo process, une hydroformylation de l'éthylène (H2C=CH2) avec du monoxyde de carbone (CO) et du dihydrogène (H2) en présence d'un catalyseur comme l'octacarbonyle de cobalt ou un complexe du rhodium :
H2C=CH2 + CO + H2 → CH3CH2CH=O
CH3CH2CH=O + H2 → CH3CH2CH2OH.
Une préparation de laboratoire traditionnelle de 1-propanol consiste à traiter l'iodure de n-propyle (en) avec de l'Ag2O humide.

## Réaction
Le 1-propanol a les réactions normales d'un alcool primaire :

## Histoire
Le 1-propanol a été découvert en 1853 par Gustave Charles Bonaventure Chancel par distillation fractionnée de l'alcool de fusel.